# Prvenstvo Krаljevini Srbа, Hrvаtа i Slovenаcа (1925)
Prvenstvo Krаljevini Srbа, Hrvаtа i Slovenаcа (1925) było 3. edycją najwyższej piłkarskiej klasy rozgrywkowej w Królestwie Serbów, Chorwatów i Słoweńców. W rozgrywkach brało udział 7 zespołów, grając systemem pucharowym. Tytuł obroniła drużyna Jugoslavija Belgrad. Tytuł króla strzelców zdobył Dragan Jovanović, który w barwach klubu Jugoslavija Belgrad strzelił 4 gole.

## Uczestnicy
- FK Bačka 1901
- Građanski Zagrzeb
- Slavija Osijek
- Hajduk Split
- Ilirija Ljubljana
- Jugoslavija Belgrad
- SAŠK Sarajevo

## Ćwierćfinały
- Jugoslavija Belgrad – Hajduk Split 3–2
- FK Bačka 1901 – Ilirija Ljubljana 3–2
- Građanski Zagrzeb – SAŠK Sarajevo 6–0
- Zespół Slavija Osijek otrzymał wolny los.

## Półfinały
- Jugoslavija Belgrad – Slavija Osijek 3–2
- Građanski Zagrzeb – FK Bačka 1901 3–0

## Finał
- Jugoslavija Belgrad – Građanski Zagrzeb 3–2

Zespół Jugoslavija Belgrad został mistrzem Królestwa Serbów, Chorwatów i Słoweńców.